# Dixiekrater (USA)
Delstaternes Rettigheder Demokratiske Parti (engelsk: States' Rights Democratic Party), hvis medlemmer ofte blot benævnt Dixiekratere (engelsk: Dixiecrats), var et kortvarigt pro-segregation politisk parti i USA, der primært var aktive i Sydstaterne. Partiet opstod på grund af en splittelse i det Demokratiske Parti, som var drevet af af en opposition fra demokratere i de sydelige delstater. Efter at præsident Harry S. Truman, et medlem af det demokratiske parti, bl.a. beordrede integrationen af afroamerikanere i det amerikanske militær i 1948 (Truman lavede også andre lignende tiltag) for at tage hånd om afroamerikanernes borgerrettigheder, begyndte flere sydlige konservative hvide politikere at organisere sig for på denne måde at protestere mod denne kurs. Dixiekraterne ønskede således at beskytte sydstaternes ret til at fastholde raceadskillelse.
Tilhængere overtog helt eller delvist kontrollen med flere af det Demokratiske Partis lokale hovedkontorer i flere af Sydstaterne. Partiet var imod raceintegration og ønskede at bevare Jim Crow-lovene, hvorfor de i lyset heraf forsøgte at modarbejde føderal intervention. Partiets medlemmer blev omtalt som "Dixiekratere" (engelsk: "Dixiecrats"), en sammensætning af ordne "Dixie", der refererer til det sydlige USA, og "demokratere".
Til trods for dixiekraternes succes i flere delstater, blev Truman snævert genvalgt i 1948. Efter valget i 1948 vendte partiets ledere generelt tilbage til det Demokratiske Parti. Dixiekraternes præsidentkandidat, Strom Thurmond, var medlem af det Demokratiske Parti frem til 1964, hvorefter han skiftede parti og blev republikaner. Dixiekraterne repræsenterede starten på svækkelsen af det "faste syd": Dette refererede til, at det Demokratiske Parti siden den amerikanske borgerkrig havde haft stærk kontrol med Sydstaterne i forbindelse med diverse præsidentvalget og kongresvalg, idet partiet gennem årtier direkte havde frakendt eller i hvert fald tilladt at afroamerikanernes borgerrettigheder blev brudt. Afroamerikanerne i regionen havde således tidligere været stærkt associeret med det Republikanske Parti. Men i takt med at deres borgerrettigheder, herunder deres mulighed for deltage politik, var blevet stærkt indskrænket, havde flere af disse løbende valgt at flygte ud af Sydstaterne. Her havde afroamerikanere over tid dog fundet det Demokratiske Parti i nord og vest mere egnet til deres interesser, end det Republikanske Parti.

## Fodnoter
1. ↑  John F. Bibby and Louis Sandy Maisel, Two parties--or more?: the American party system (1998) p 35
2. ↑  Kari Frederickson, The Dixiecrat Revolt and the End of the Solid South, 1932-1968 (2001) p. 238.

## Eksterne links
- Scott E. Buchanan, Dixiecrats Arkiveret 12. oktober 2012 hos  Wayback Machine, New Georgia Encyclopedia .
- 1948 Platform for Oklahomas Dixiekratere